# Bedford (Ohio)
Pour les articles homonymes, voir Bedford.
Bedford est une ville située dans le comté de Cuyahoga, dans l'État de l'Ohio, aux États-Unis. Elle se trouve dans la banlieue de Cleveland.

## Sports
La ville possède son propre stade, le Middlefield Cheese Stadium, qui accueille l'équipe de soccer des Cleveland City Stars .